# DVB-S
DVB-S digital video broadcasting-satellite, är en standard som utgavs 1994 av EBU Europeiska radio - och TV-unionen och används för att sända digital-tv via satellit, med hjälp av mikrovågor till parabolantenner.
Modulationssättet som används är QPSK Quadrate phase-shift keying, som lämpar sig bra för satellitöverföring.

## MPEG2 för källkodning och multiplex
I likhet med övriga DVB-standarder använder DVB-S MPEG2-kodning för att digitalisera och komprimera video, och MPEG layer 2-kodning för ljud.
Programmultiplexning används för att skapa en programström, dvs en gemensam bitström som representerar video, ljud och data tillhörande ett specifikt TV-program. Detta innefattar s.k. programspecifik information (PSI), dvs metadata som beskriver programmet.
Transportmultiplexning används för att skapa en s.k. MPEG transportström (TS), dvs en bitström av de olika TV-programmens transportströmmar. Det sker genom statistisk multiplex, dvs genom att dela upp programströmmarna i datablock eller paket, förse blocken med transportidentitet som anger vilket program de tillhör, lägga paketen för de olika strömmarna i en gemensam kö och överföra dem i den ordning de har hamnat i kön. Statistisk multiplex möjliggör att man dynamiskt kan ändra antalet programströmmar och deras bitöverföringshastighet vid olika tidpunkter på dygnet.

## Felhantering i DVB-S
Signalen som ska transporteras skyddas från störningar med följande åtgärder:
- Energispridning; Används för att undvika sekvenser av många nollor eller många ettor.
- Reed-Solomon-kodning; Felrättande kod som skyddar signalen från skurfel, vilket innebär att ett antal ettor och nollor som ligger nära varandra raderas ut. Detta orsakas av bland annat åska.
- Interleaving; Kastar om ordningen av bitarna, för att skydda signalen från skurfel.
- Viterbikodning; Felrättande kod som skyddar mot fel som är utspridda i tiden (till skillnad från skurfel), exempelvis som uppstår då kanalen störs av brus.